# فاليريا ايسبوسيتو
فاليريا ايسبوسيتو (بالإيطالية: Valeria Esposito)‏ هي مغنية إيطالية، ولدت في 1961.